# Венсенський ліс
Венсенський ліс (фр. Bois de Vincennes) — парк площею 995 га в 12- му окрузі на сході Парижа. Це найбільший зелений масив у Парижі.

## Історія
Коли Гуго Капет вирішив влаштуватися на острові Сіте, Венсенський ліс став місцем його полювання. Пізніше тут було збудовано мисливський маєток, яким користувалися багато королів Франції. За Філіппа Августа ліс було обнесено огорожею по периметру 12 кілометрів. На околицях Венсенського лісу були побудовані численні садиби (у тому числі й Венсенський замок). За Людовика XV ліс було облагороджено для прогулянок.
Після Французької революції ліс перетворився в зону військових навчань.
Та у час між 1855 та 1866 роками, указом Наполеона III, ліс було перетворено на справжній парк. Роботами керували інженер Жан-Шарль Альфан (фр. Jean-Charles Alphand) та архітектор Жан-П'єр Баріє-Дешан (фр. Jean-Pierre Barillet-Deschamps). Територія була спланована в стилі англійського парку з насадженнями дерев різних видів і розвиненою мережею водойм (озер та каналів). Ліс був прикрашений мальовничими елементами: мостами, штучними фонтанами, кіосками та ресторанами.
Велика кількість змагань літніх Олімпійських ігор 1900 року пройшла саме у Венсенському лісі.

## Сучасний стан

Bois de Vincennes

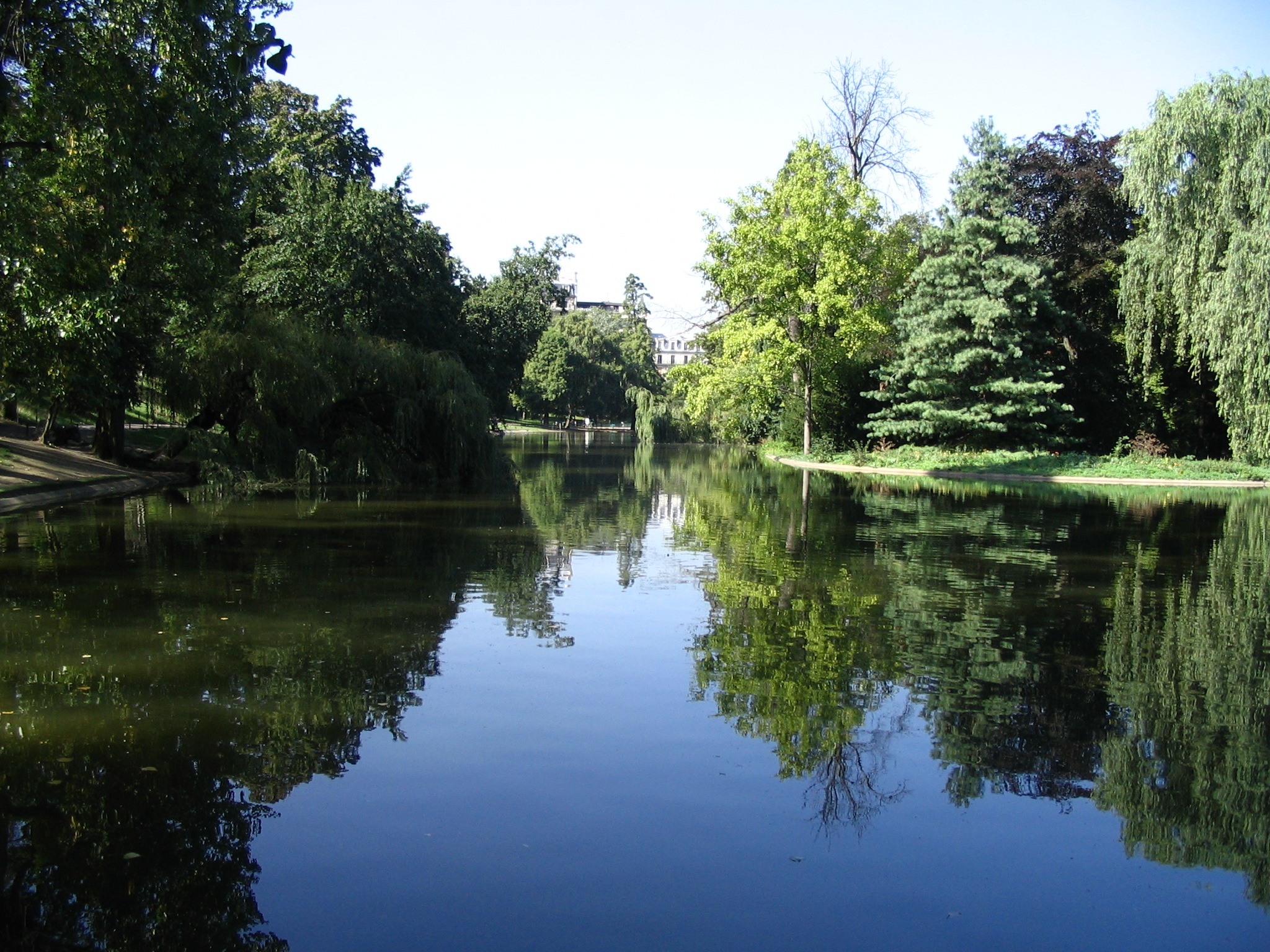
Озеро Сен-Манде

Зараз у парку налічується чотири озера: Гравель, Мінім, Сен-Манде і Доменіль. Численні штучні канали й фонтани були зацементовані в XX столітті.
Через Венсенський ліс проходять автомобільні дороги; вже кілька десятків років більшість з них закрито для транспорту і перетворено на доріжки для пішоходів та велосипедистів.
У Венсенському лісі знаходяться відомий іподром, національний інститут спорту і фізичної культури, тропічний і ботанічний сади, Квітковий парк, велодром, буддистська пагода та інші об'єкти.
Добратися до парку можна на метро (6 станцій від центру) та RER.

## Галерея

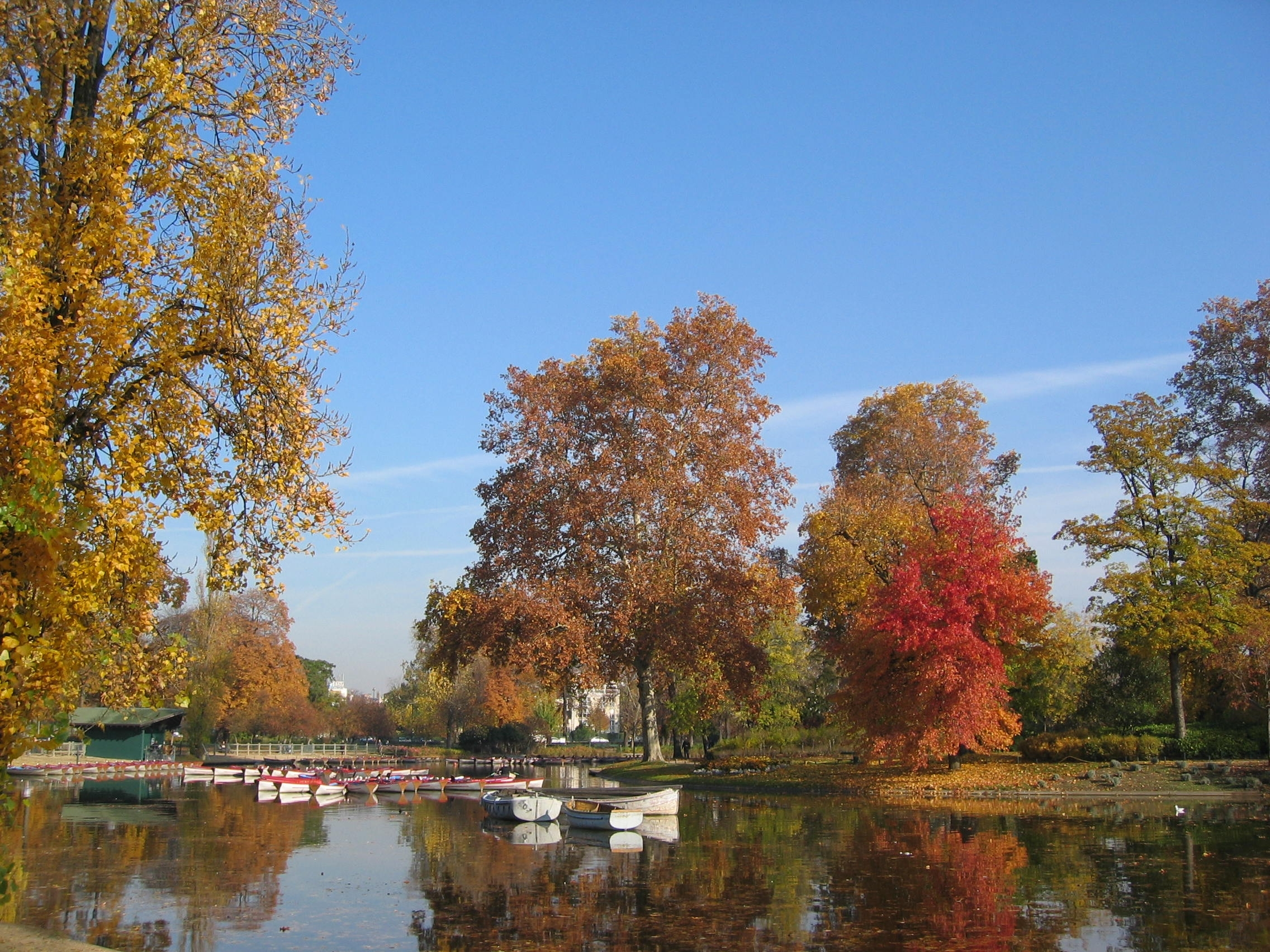
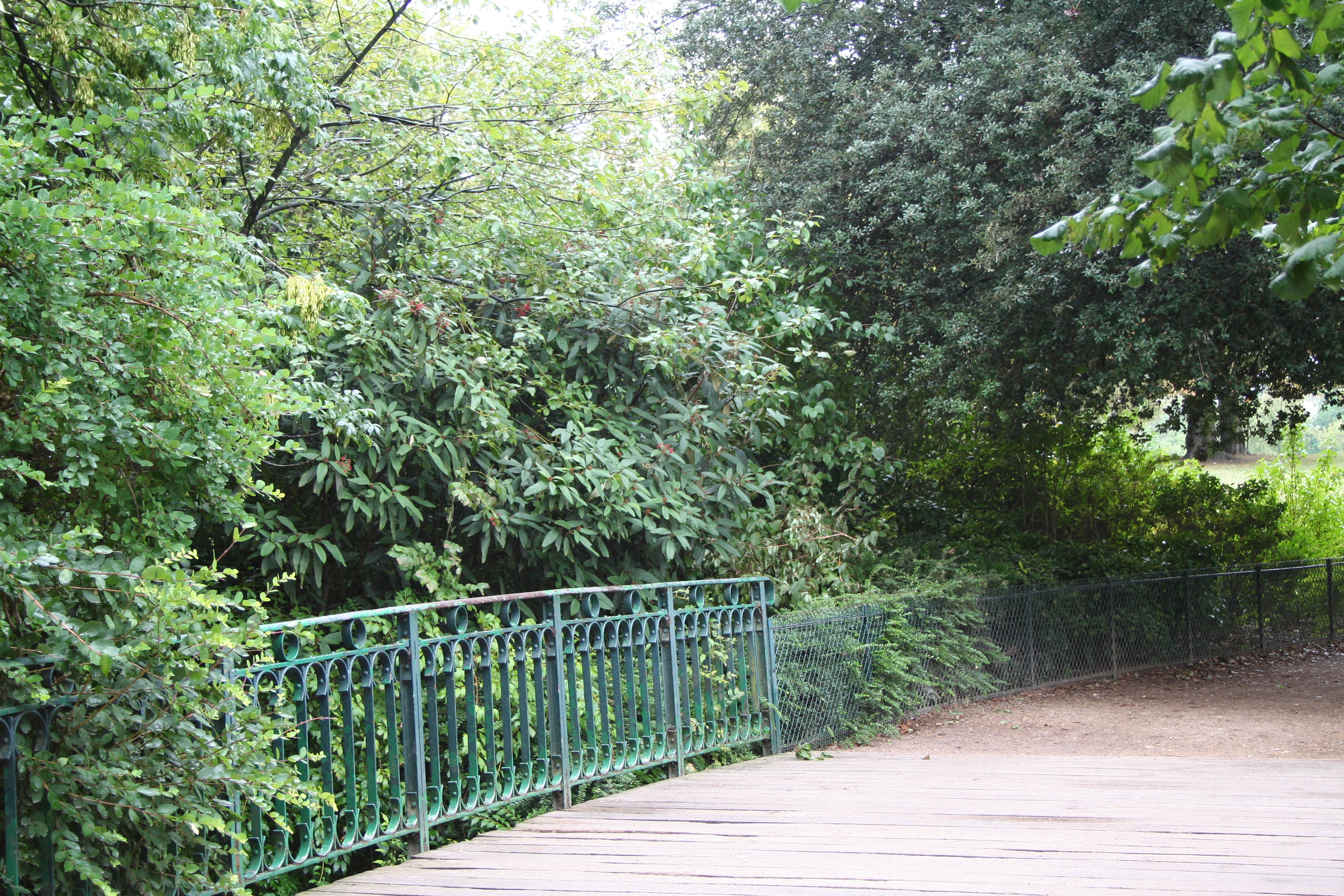
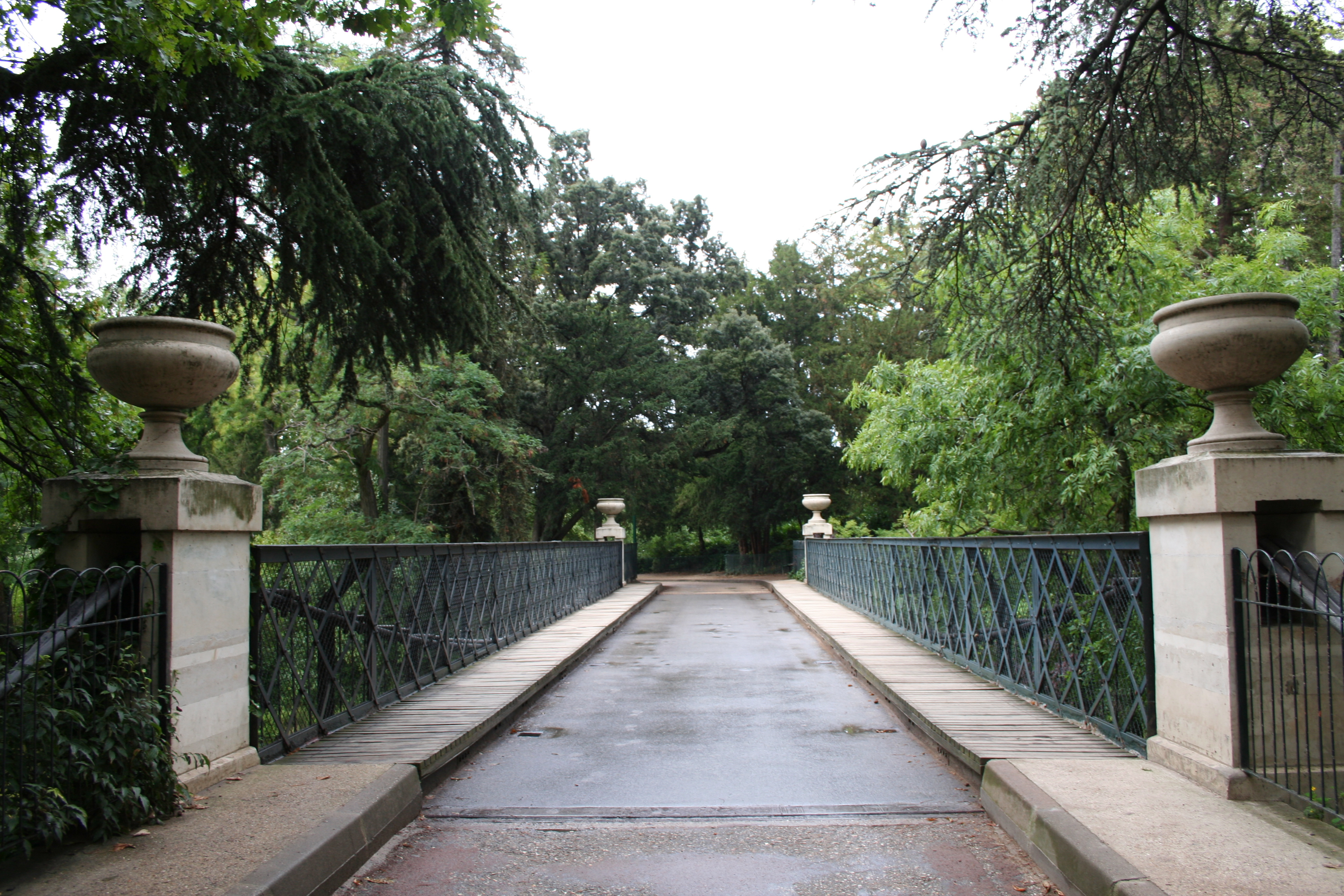
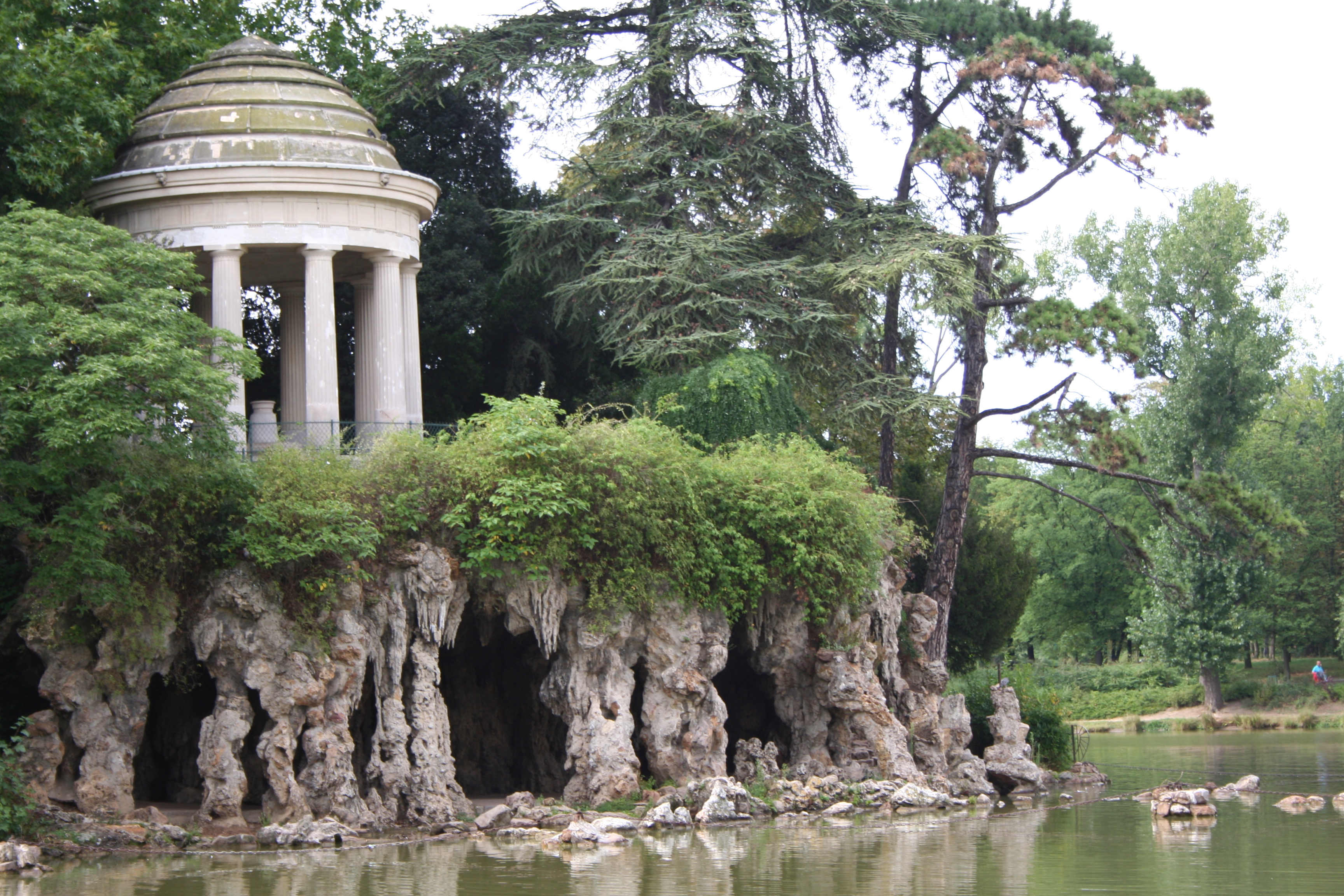